# 特尔萨加
特尔萨加，是西班牙卡斯蒂利亚-拉曼恰瓜达拉哈拉省的一个市镇。总面积34平方公里，总人口30人（2001年），人口密度1人/平方公里。